# Carlos Franqui
Carlos Franqui (Cifuentes, 4 dicembre 1921 – San Juan, 16 aprile 2010) è stato uno scrittore, poeta e giornalista cubano, noto soprattutto come attivista politico. Iscritto al movimento del 26 luglio partecipò alla rivoluzione cubana. Più tardi deluso dalle politiche autoritarie di Castro si schierò contro il regime e fu costretto all'esilio in Florida.

## Biografia
Fin da giovanissimo partecipò alle lotte sindacali e studentesche entrando a far parte del Partido Socialista Popular. Nel 1946 iniziò a dedicarsi al giornalismo ed alla vita letteraria ed artistica della Cuba degli anni quaranta. Dopo il golpe di Batista, all'inizio degli anni cinquanta, entrò nel "Movimento del 26 di luglio", che diede vita alla Rivoluzione del 1959. Venne arrestato, torturato e spedito in esilio, prima in Florida e poi in Messico, dove si riunì con Fidel Castro e Che Guevara, prima di tornare in patria a combattere. Dopo la vittoria, fu alla direzione di Radio Rebelde prima e del quotidiano “Revolucion” dopo, cosa che originò i primi contrasti con Fidel Castro.
La rottura definitiva avvenne nel 1968, quando Franqui firmò un manifesto contro l'invasione sovietica della Cecoslovacchia. Nel 1967, organizzò all'Avana “El Salon de Mayo”, un'esposizione alla quale parteciparono numerosi artisti internazionali (tra cui Joan Miró e Calder), che voleva essere una risposta alle correnti pro-sovietiche nella cultura della rivoluzione cubana. Amico di Picasso e Jean Paul Sartre, trascorse in Francia e in Italia i primi anni dell'esilio, durante i quali scrisse alcuni libri utili per conoscere la storia dell'ultimo mezzo secolo cubano. Dal “Diario della rivoluzione cubana” ad una imprescindibile biografia critica del lider maximo, “Vita, avventure e disastri di un uomo chiamato Castro”».
Nei primi anni settanta si sistemò a Montecatini Terme con la moglie e i figli Carlos e Camilo. Il primo é scrittore in Francia, il secondo galerista a Porto Rico.Nel 1980 mise in piedi il più grande evento della storia culturale della città: il Maggio-Mirò. Dall'America e dall'Europa arrivarono alle Terme pittori di fama mondiale come Arroyo, Rebeyrolle, Cuevas, Tapies, Pignon, Arp ed altri, che lasciarono le loro opere in dono alla città. Al Comune di Montecatini Terme ha lasciato una grande opera realizzata appositamente dall'amico fraterno Mirò, una delle cinque tele più grandi fra quelle realizzate dall'artista catalano, "Donna avvolta da un volo d'uccello", oggi conservato in Palazzo Municipale, all'interno della Galleria Civica Mo.C.A (Montecatini Contemporary Art). Dalla metà degli anni novanta si era trasferito a Porto Rico, dove è morto il 16 aprile 2010.

## Opere in edizione italiana
- Il libro dei Dodici di Castro, Feltrinelli, Milano 19681.
- Il cerchio di pietra, Guanda, Parma 19721.
- Diario della Rivoluzione cubana, Alfani, Roma 19771.
- I miei anni con Fidel, Sugarco, Milano 19811.
- Cuba, la rivoluzione: mito o realtà?, Baldini Castoldi Dalai, Milano 20071.
- Camilo Cienfuegos, Massari, Bolsena 2011